# Flamingo (album des Flamin' Groovies)
Pour les articles homonymes, voir Flamingo.
Albums de The Flamin' Groovies
Supersnazz
(1969) Teenage Head
(1971)
Flamingo, sorti en juillet 1970, est le troisième album du groupe de rock américain The Flamin' Groovies.

## Titres
1. Gonna Rock Tonite (Roy Loney) - 4:47
2. Comin' After Me (Roy Loney, Cyril Jordan) - 3:31
3. Headin' for the Texas Border (Roy Loney, Cyril Jordan) - 5:08
4. Sweet Roll on Me Down (Roy Loney, Cyril Jordan) - 2:13
5. Keep a Knockin' (Richard Penniman) - 2:16
6. Second Cousin (Roy Loney) - 3:21
7. Childhood's End (Roy Loney) - 2:27
8. Jailbait (Roy Loney, Cyril Jordan) - 4:16
9. She's Falling Apart (Roy Loney) - 4:50
10. Road House (Roy Loney, Cyril Jordan) - 5:37

La réédition en CD est agrémentée de 6 titres bonus :
1. Walking the Dog (Rufus Thomas) - 3:29
2. Somethin' Else (Sharon Sheeley, Bob Cochran) 3:01
3. My Girl Josephine (Fats Domino, Dave Bartholomew) - 2:08
4. Louie Louie (Richard Berry) - 6:48
5. Rockin' Pneumonia and the Boogie Woogie Flu (Huey Smith, Johnny Vincent) - 3:02
6. Going Out Theme (Version 2) - 3:41